# باتريسيا كولين ميرفي
باتريسيا كولين ميرفي (بالإنجليزية: Patricia Colleen Murphy)‏ هي كاتِبة وشاعرة أمريكية، ولدت في 7 أكتوبر 1970.